# David de la Fuente

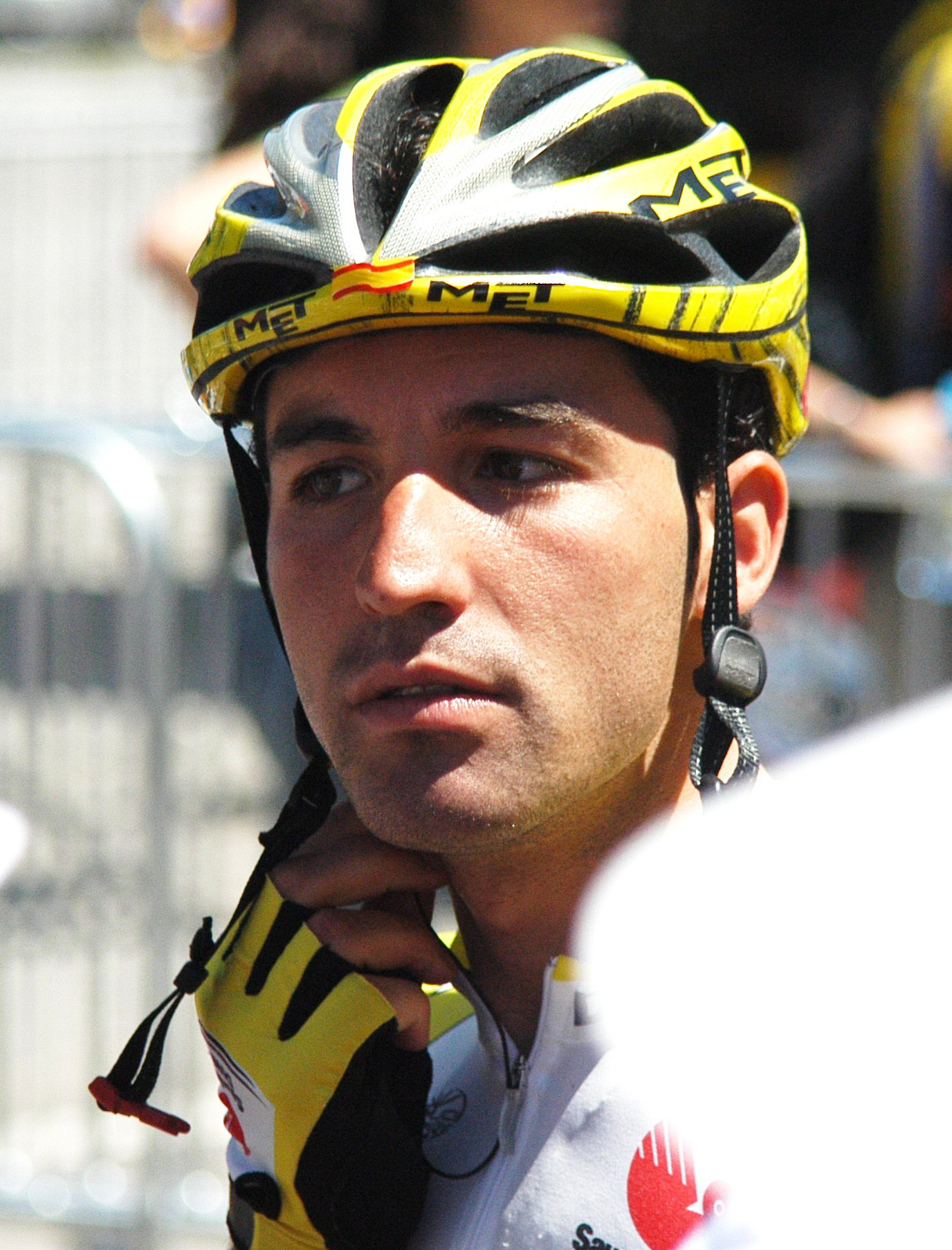
David de la Fuente bei der Tour de France 2007

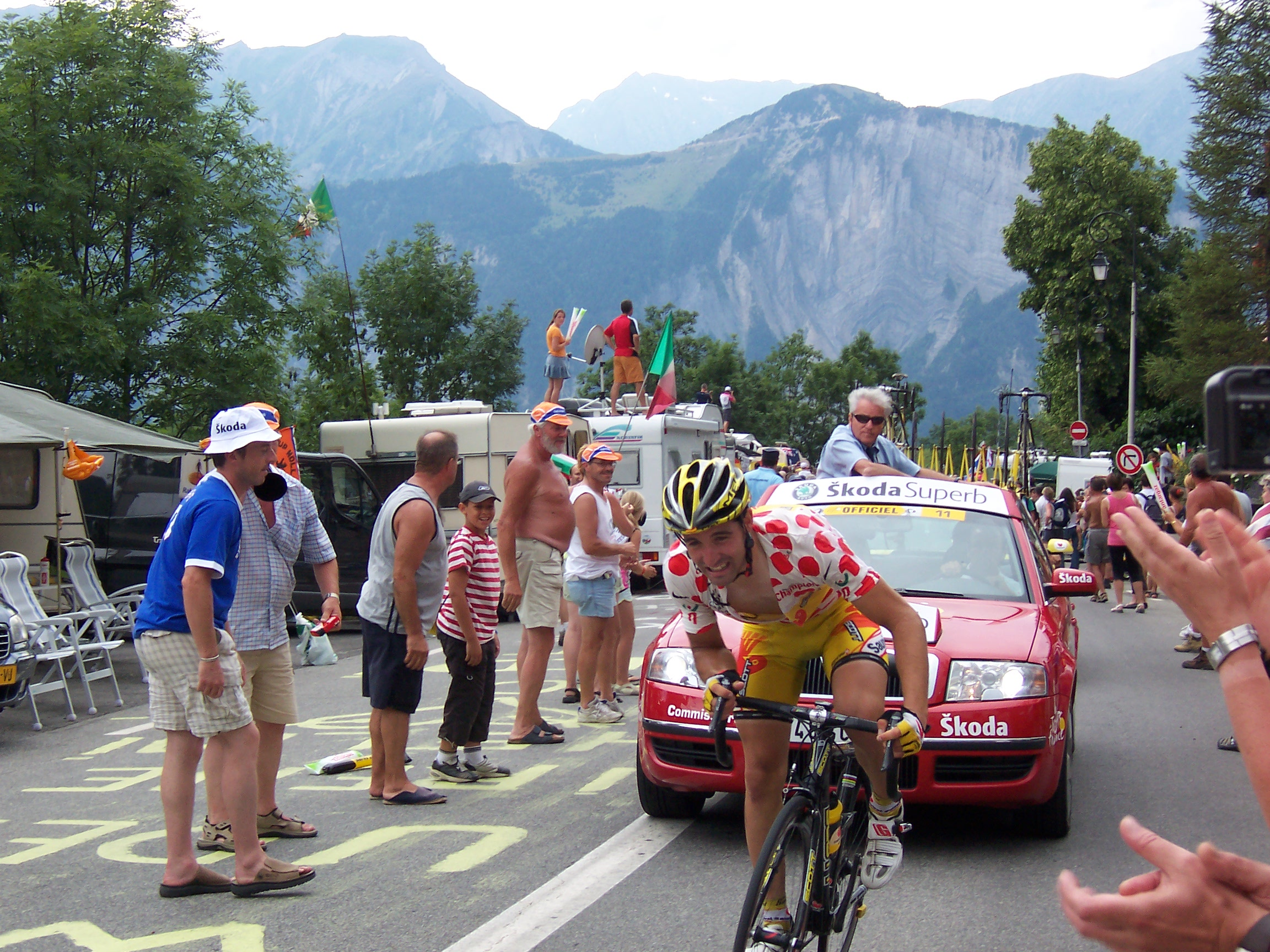
2006 im Gepunkteten Trikot der Tour beim Anstieg nach Alpe d’Huez

David de la Fuente (* 4. Mai 1981 in Reinosa) ist ein spanischer Radsportprofi. Er ist 1,74 m groß und wiegt 65 kg.
Sein bisher größter sportlicher Erfolg ist die Eroberung des Gepunkteten Trikots auf der zweiten sowie elften Etappe der Tour de France 2006. Er wurde am Ende Zweiter dieser Wertung. Sein Einsatz dabei wurde jeweils auch mit der Roten Rückennummer für den kämpferischsten Fahrer ausgezeichnet. Am Ende der Tour wurde er von einer Experten-Jury zum Kämpferischsten Fahrer der gesamten Tour gekürt.
Bei der Tour de France 2008 konnte er auf der 7. Etappe das Gepunktete Trikot erobern und dies auch während der 8. und 9. Etappe verteidigen.
Im Jahr 2009 gewann er im Trikot des Fuji-Servetto Teams den GP Miguel Induráin. Im Herbst desselben Jahres erreichte er den zweiten Platz in der Bergwertung der Vuelta a España, was ihm auch bei der Vuelta a España 2012 gelingen sollte.

## Erfolge
2001
- eine Etappe Circuito Montañés

2006
- Rote Rückennummer Tour de France

2007
- Gran Premio de Llodio

2008
- eine Etappe Deutschland Tour

2009
- Gran Premio Miguel Induráin

2013
- eine Etappe Tour of Qinghai Lake

2016
- Bergwertung Grande Prémio Liberty Seguros

2018
- Bergwertung Troféu Joaquim Agostinho

## Teams
- 2003–2009 Vini Caldirola-Saunier Duval / Saunier Duval-Prodir / Saunier Duval-Scott / Scott-American Beef / Fuji-Servetto
- 2010 Astana
- 2011 Geox-TMC
- 2012 Caja Rural
- 2013 Torku Şekerspor
- 2014 Torku Şekerspor
- 2015 Efapel-Glassdrive
- 2016 Sporting/Tavira
- 2017 Louletano-Hospital de Loulé
- 2018 Aviludo-Louletano-Uli